# Hemirhamphodon phaiosoma
Hemirhamphodon phaiosoma is een straalvinnige vissensoort uit de familie van de Zenarchopterida. De wetenschappelijke naam van de soort is voor het eerst geldig gepubliceerd in 1852 door Bleeker.